# The Conjuring
The Conjuring (bra: Invocação do Mal; prt: A Evocação) é um filme estadunidense do gênero terror dirigido por James Wan. É o primeiro filme do Universo The Conjuring. Estrelado por Vera Farmiga e Patrick Wilson, a produção centra-se em dois investigadores paranormais mundialmente conhecidos, que foram contratados para investigar fenômenos sobrenaturais que assombram à família Perron, moradores da pequena e isolada cidade de Harrisville. No Brasil, sua estreia ocorreu no dia 13 de setembro de 2013.
Após o seu lançamento, o longa obteve uma excelente recepção, tanto comercial quanto da crítica especializada em cinema. Invocação do Mal é considerado por muitos críticos de cinema o melhor filme de assombração da última década. Também o consideram como um remake de The Haunting (filme de 1963, que ganhou uma segunda versão em 1999) e The Haunted, de 1991.

## Elenco
| Ator/Atriz       | Personagem        |
| ---------------- | ----------------- |
| Patrick Wilson   | Ed Warren         |
| Vera Farmiga     | Lorraine Warren   |
| Ron Livingston   | Roger Perron      |
| Lili Taylor      | Carolyn Perron    |
| Shanley Caswell  | Andrea Perron     |
| Hayley McFarland | Nancy Perron      |
| Joey King        | Christine Perron  |
| Mackenzie Foy    | Cindy Perron      |
| Kyla Deaver      | April Perron      |
| Shannon Kook     | Drew Thomas       |
| John Brotherton  | Brad Hamilton     |
| Sterling Jerings | Judy Warren       |
| Marion Guyot     | Georgiana Moran   |
| Steve Coulter    | Padre Gordon      |
| Morganna May     | Debbie            |
| Amy Tipton       | Camilla           |
| Joseph Bishara   | Bathsheba Sherman |
| Zach Pappas      | Rick              |
| Christof Veillon | Maurice Theriault |

## Dublagem brasileira
Estúdio de dublagem - Delart
- Direção de Dublagem: Pádua Moreira[5]
- Cliente: Warner Bros[5]
- Tradução: Mário Menezes[5]
- Técnico(s) de Gravação: Fellipe Dantas[5]
- Edição: Gustavo Andriewiski[5]
- Mixagem: Gustavo Andriewiski[5]

Elenco
| Dubladores            | Fonte |
| --------------------- | ----- |
| Reginaldo Prim        | [ 5 ] |
| Sheila Dorfman        | [ 5 ] |
| Andrea Murucci        | [ 5 ] |
| Marcelo Garcia        | [ 5 ] |
| Pamella Rodrigues     | [ 5 ] |
| Helena Palomanes      | [ 5 ] |
| Luisa Palomanes       | [ 5 ] |
| Guto Nejaim           | [ 5 ] |
| Bia Grangeiro         | [ 5 ] |
| Ana Elena Bittencourt | [ 5 ] |
| Christiano Torreão    | [ 5 ] |
| Tammy Alonso          | [ 5 ] |
| Andrea Suhett         | [ 5 ] |
| Evie Saide            | [ 5 ] |
| Monica Magnani        | [ 5 ] |
| Martha Cohen          | [ 5 ] |

## Produção

### Concepção e roteiro
Invocação do Mal é baseado em uma história real. Seu roteiro é apoiado na vida de um casal de auto-proclamados "investigadores paranormais", Ed e Lorraine Warren. Durante a sua carreira, eles averiguaram diversos casos, entre eles o suposto massacre de The Amityville Horror, o caso da boneca Annabelle e os alegadamente estranhos acontecimentos que supostamente ocorreram com a família Perron em 1971, evento que é retratado em Invocação do Mal. O desenvolvimento da produção começou há mais de vinte anos, quando Ed Warren entregou uma fita de gravação com ele e Carolyn Perron para o produtor Tony DeRosa-Grund. Questionado sobre o porquê de a trama focar no caso Perron e não em outras investigações dos Warren, o produtor DeRosa-Grund respondeu: "[Ed] sentou-se comigo e colocou uma fita para mim de sua entrevista com Carolyn Perron quando ele esteve na casa deles [que ficava em uma fazenda], pela primeira vez, e foi absolutamente arrepiante. Estava meio preto e branco. Ou essa mulher tinha graves problemas mentais, o que não acredito que seja isso, ou ela estava literalmente morrendo de medo".
DeRosa-Grund gravou o momento em que Ed lhe mostrou a fita, e também a posterior conversa que os dois tiveram sobre o caso Perron. Naquele momento, Ed brincou dizendo: "Se não conseguirmos fazer um filme sobre isso eu não sei mais o que poderemos fazer". Logo depois, o produtor escreveu alguns aspectos para o enredo e intitulou o projeto de "The Conjuring". Por quase 14 anos, DeRosa-Grund tentou iniciar o desenvolvimento do filme, não obtendo sucesso por não conseguir um acordo com algum estúdio de cinema. Ele até teve uma oportunidade ao assinar contrato com a Gold Circle Films, uma companhia responsável pela criação do filme Evocando Espíritos (2009), mas o contrato não pôde ir adiante e o negócio foi posteriormente descartado. Mais tarde, DeRosa-Grund uniu-se com Peter Safran, que o auxiliou na produção. Os irmãos, Chad e Carey Hayes ficaram encarregados do roteiro da produção. Para desenvolver a história, os dois irmãos utilizaram os aspectos descritos por DeRosa-Grund e a fita de vídeo de Ed Warren e, com base nisso, mudaram o ponto de vista do enredo, que estava centrado na família Perron, para o casal Warren. Segundo Chad, o roteiro trata-se de uma colisão psicológica entre os Warren, os Perron e os espíritos, e por isso eles decidiram abordar um pouco do ponto de vista desses três grupos. Entretanto, o foco narrativo situou-se apenas sob os Warren, especialmente em Lorraine, pois de acordo com os irmãos Hayes, a história passava a ficar mais interessante e distinto de outros filmes do gênero, que também falam sobre uma família que vai morar na casa errada, ao destacar a perspectiva dela. Durante o desenvolvimento do script, os Hayes ligavam constantemente para Lorraine Warren, para que ela pudesse esclarecer alguns detalhes sobre o caso.
Em meados de 2009, o roteiro foi a leilão, ficando no meio da disputa entre seis estúdios de cinema, que queriam produzir o filme. A Summit Entertainment saiu vencedora da competição; entretanto, a empresa e DeRosa-Grund não conseguiram concluir a transação e, logo depois, o filme voltou a ficar à disposição de estúdios interessados. Em seguida, DeRosa-Grund entrou em contato com a New Line Cinema, que havia perdido o primeiro leilão, e que ainda demonstrava interesse pelo script. Posteriormente, o acordo foi feito entre eles em 11 de novembro de 2009, juntamente com o Evergreen Media Group. Em junho de 2011, a New Line Cinema iniciou o processo de produção, escalando o diretor James Wan, de Jogos Mortais (2004) e Sobrenatural (2011), para conduzir o projeto. Enquanto o enredo estava sendo elaborado, o estúdio e a Warner Bros., a sua distribuidora, mudaram o nome da trama para The Warren Files, mas depois voltaram atrás, ficando com o título original proposto por DeRosa-Grund.

## Recepção

### Crítica
Após seu lançamento, Invocação do Mal recebeu, em maior número, análises positivas dos críticos especializados em cinema. O agregador de resenhas Rotten Tomatoes, que faz uma média da aprovação de um filme baseando-se nas críticas recolhidas, deu a produção uma classificação de 86% com base em 218 comentários, com média 7.2/10. O consenso do site diz o seguinte: "Bem trabalhado e alegremente assustador, Invocação do Mal invoca o medo através de uma história antiga eficaz". Já o portal Metacritic, outro agregador de resenhas, classificou a trama com uma média de 68 pontos, em uma escala que vai até 100, baseando-se em 35 opiniões de jornalistas especializados em cinema; esse tipo de pontuação indica que o filme recebeu "críticas geralmente favoráveis" no site.
Michael O’Sullivan do periódico The Washington Post disse que a produção é um filme de terror bem acima da média, escrevendo: "Interpretado por Patrick Wilson e Vera Farmiga, os Warren trazem uma espécie de credibilidade inexpressiva aos diversos acontecimentos exagerados do filme. Com o seu equipamento científico e conduta profissional, eles se parecem mais como inspetores de cupins sobrenaturais do que os 'demonologistas' que anunciam ser. Os dois mantêm o enredo firme, mesmo quando a trama oscila e corre o risco de perder seu equilíbrio". O’Sullivan elogiou a direção de James Wan, dizendo que "ele sabe como dirigir cenas em casas mal assombradas", notando ainda uma influência de Sobrenatural (2011), um outro filme de James Wan, na trama. O crítico ainda parabenizou "os diversos sustos que a produção proporciona", mas ressaltou que algumas cenas deveriam ser feitas com mais moderação. Ele terminou sua resenha classificando o filme com três estrelas de quatro possíveis, chamando-o de "excelente".
O jornalista Pat Grandjean, do Connecticut Mag, foi mais duro em sua análise, escrevendo que o filme agradaria aos espectadores que possuem gostos por produções com choques e surpresas inteligentes, mas que seria uma decepção para quem gosta de mais do que "bobagens sobrenaturais" ou que possuam uma preferência mais focada no estilo dos filmes de terror clássico, como Psicose (1960) e O Bebê de Rosemary (1968). Durante sua resenha, ele notou pontos positivos e negativos a respeito da trama, escrevendo o seguinte: "Invocação do Mal dá como um todo a desconfortável sensação de que o diretor quer as duas coisas - ao longo da película, ouvi risadas leves e ofegantes do público. Isso funciona em um filme de auto-conhecimento, como Pânico (1997), mas não tanto quando faz você se sentir como o alvo da piada. (Eu fiquei realmente assustado apenas uma vez, durante um jogo de esconde-esconde presente na trama). É difícil, também, como retratar os personagens principais; pois enquanto Ron Livingston e Lili Taylor executam com credibilidade os papéis de Roger e Carolyn Perron. [...] Patrick Wilson parece quase uma paródia de tão rígida e quadrada que é sua interpretação de Ed Warren, que é chamado a fazer, durante o clímax do enredo, algo que sua viúva Lorraine Warren disse que ele nunca faria na vida real. Já Vera Farmiga toma como partida uma Lorraine absolutamente séria, e isso é lisonjeiramente um retrato simpático".

### Bilheteria
No Brasil, durante os dois primeiros dias de exibição de Invocação do Mal em 391 salas de cinemas do país, o filme faturou US$ 1.705.616,00 estreando no topo da bilheteria brasileira.
O longa arrecadou US$ 319.494.638,00 mundialmente e se tornou um sucesso de bilheteria ao redor do mundo.